# Bâtiment de la banque Standard Chartered
Le bâtiment de la banque Standard Chartered (渣打銀行大廈) est une tour de bureaux de Hong Kong située dans le quartier de Central. Comprenant 42 étages et haut de 191 m, il est construit en 1990 après sa conception par le cabinet d'architecture Palmer and Turner.

## Histoire
Le site est à l'origine occupé par l'ancien siège social de 16 étages de la banque, construit en 1959 et également conçu par Palmer and Turner.
En 1987, lors des négociations sur la rétrocession de Hong Kong à la Chine, le « propriétaire » du terrain, la Standard Chartered Bank, possédait un bail à vie de 999 ans (en) (jusqu'en 2854) en accord avec le gouvernement de Hong Kong. À cette époque, la banque signe un accord avec Hang Lung Group (en), qui possède désormais le terrain et le bâtiment, et est responsable des coûts de développement et de la gestion complète de la construction. Dans le cadre de l'accord, Hang Lung Group est tenu de louer une partie de la surface au sol à la Standard Chartered pour une longue période à un prix modique.
Le nouveau siège est conçu, comme son prédécesseur, par Palmer et Turner. Il est construit par une coentreprise Gammon (en)-Nishimatsu, et une cérémonie d'achèvement de la superstructure a lieu le 21 mars 1989.
Le nouveau siège est officiellement inauguré lors d'une cérémonie le 30 mai 1990 présidée par le président de la banque Rodney Galpin et le gouverneur David Wilson. Sa construction a coûté environ 600 millions HK$.
Le bâtiment est financé par un arrangement unique, selon lequel Nishimatsu loue une partie de l'immeuble pour une période de 25 ans (jusqu'en 2012), puis Standard Chartered loue la majeure partie de cet espace à Nishimatsu à des taux prédéterminés. D'autres zones du bâtiment sont louées directement par Nishimatsu. En décembre 1992, le bâtiment est vendu à Amoy Properties, maintenant appelé Hang Lung Properties (en), pour 900 millions HK$, Amoy assumant la responsabilité de louer l'espace de Nishimatsu au nom de la banque.

## Conception
Le bâtiment mesure 191 mètres de haut,. et a été conçu par l'architecte Remo Riva de Palmer and Turner. Il est construit de telle sorte que les occupants puissent profiter de la vue sur Statue Square et Government Hill.
L'entrée, du côté du bâtiment qui fait face à une petite ruelle sombre, contient deux immenses vitraux de 10 mètres de haut et 2,5 mètres de large chacun, conçus par Riva, et qui représentent des scènes de l'ancien et du nouveau Hong Kong. Les fenêtres sont fabriquées à Londres et expédiées à Hong Kong. Un troisième vitrail, conçu par Patrick Leung, fait face au siège de HSBC.

## Occupants actuels
Actuellement, le bâtiment abrite les sièges du Hang Lung Group (en) et de la Standard Chartered Hong Kong (en), bien que le bureau principal des opérations de cette dernière soit désormais situé à Millennium City 1.

## Galerie

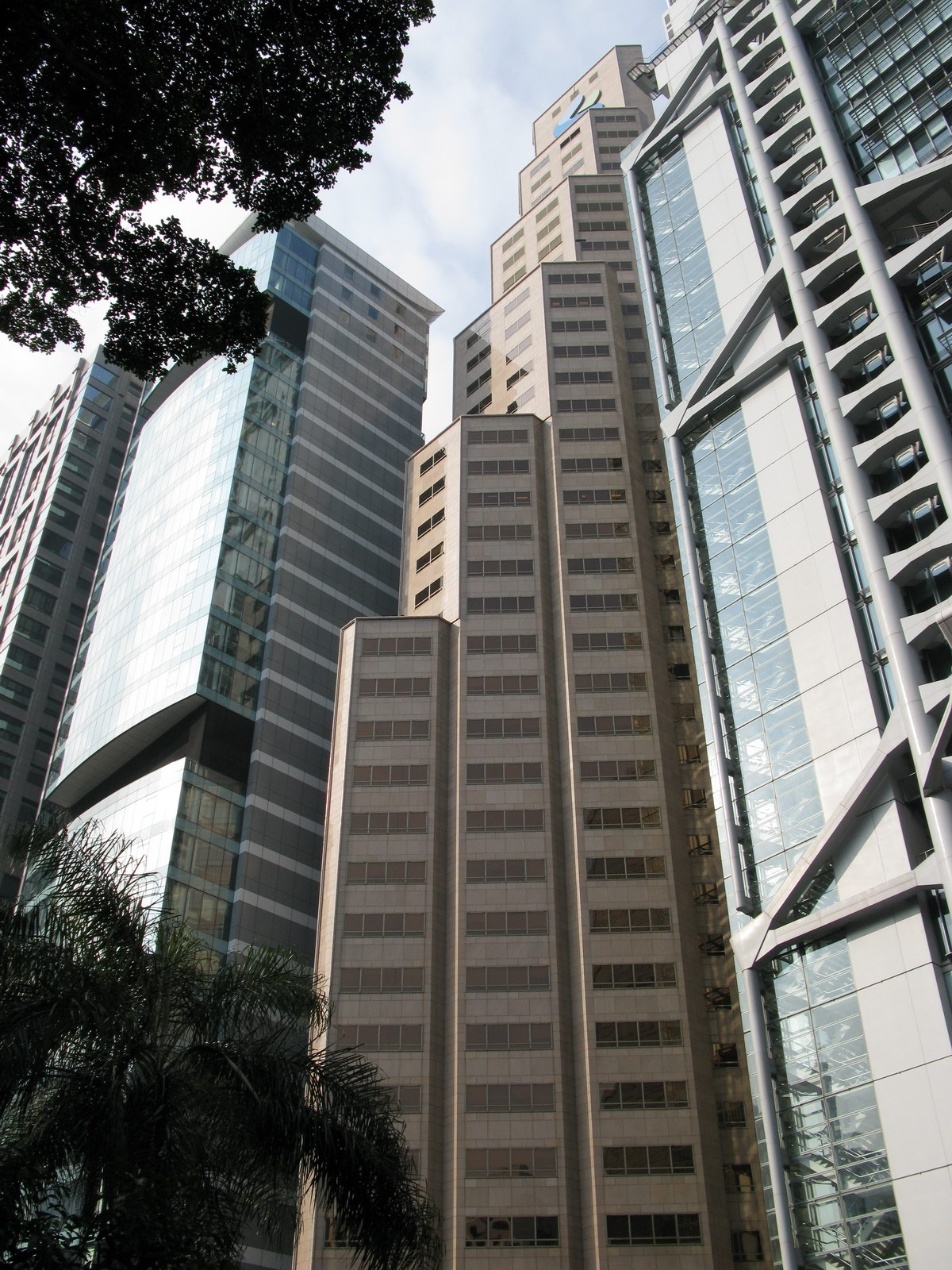
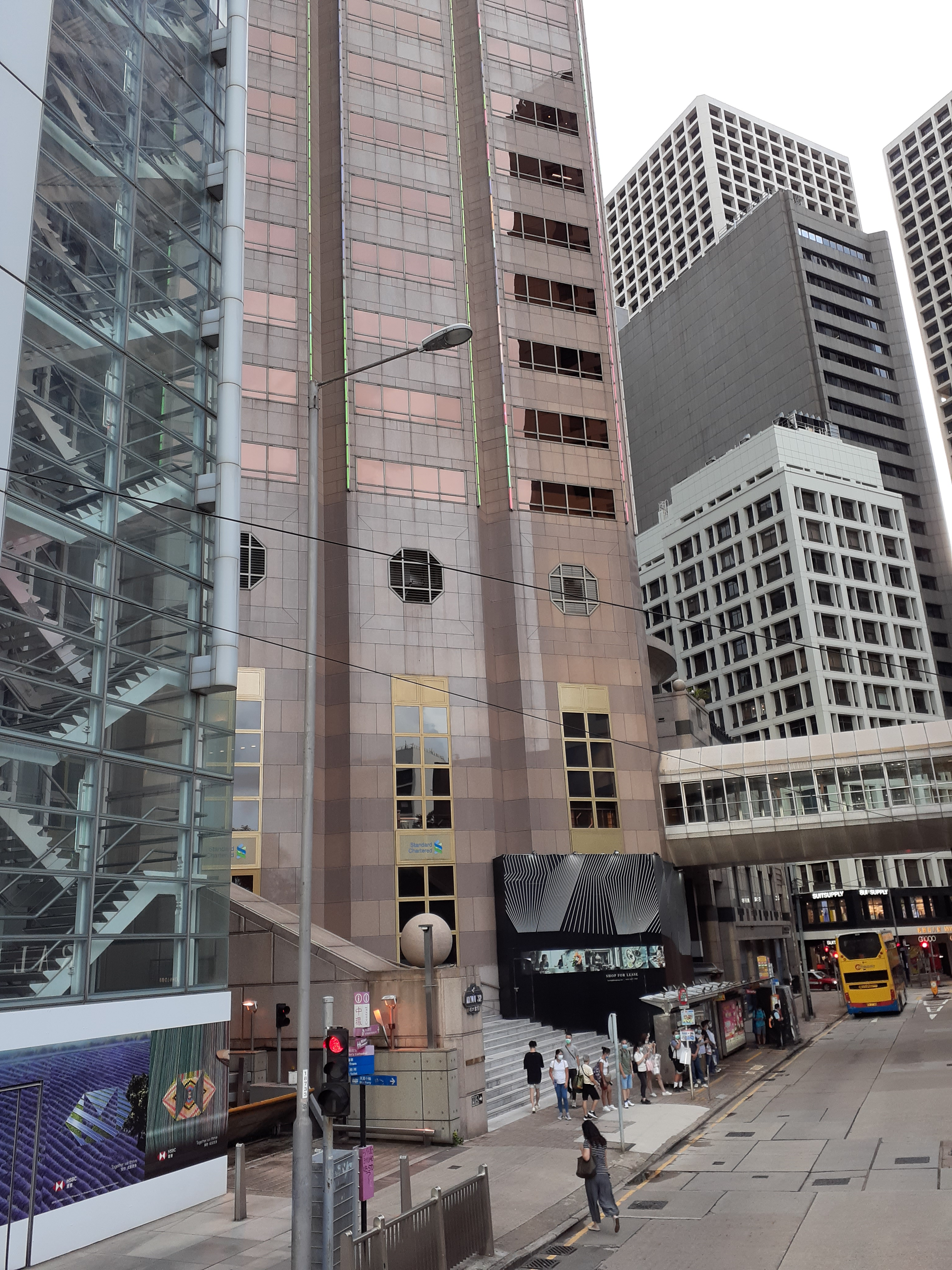
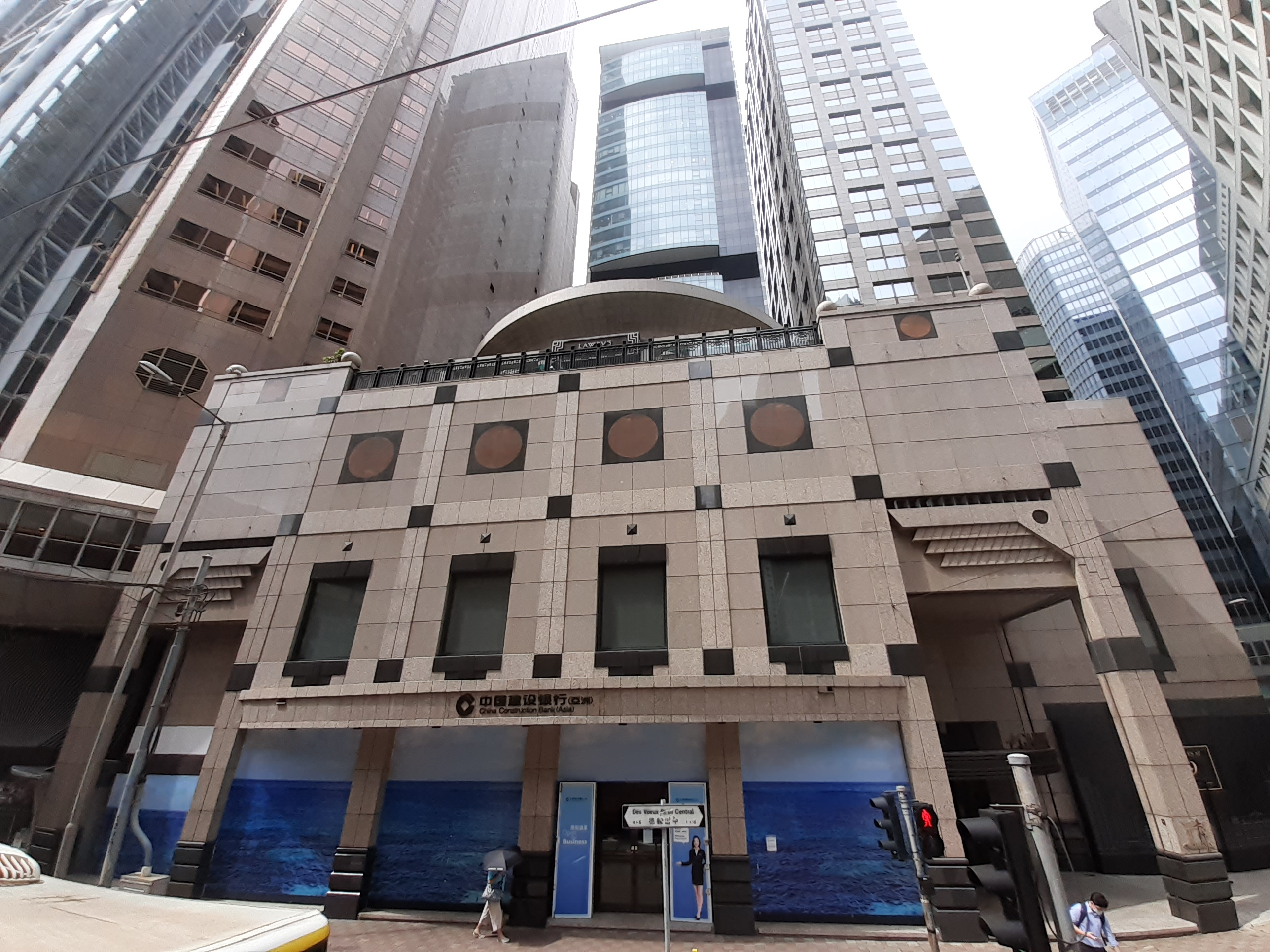
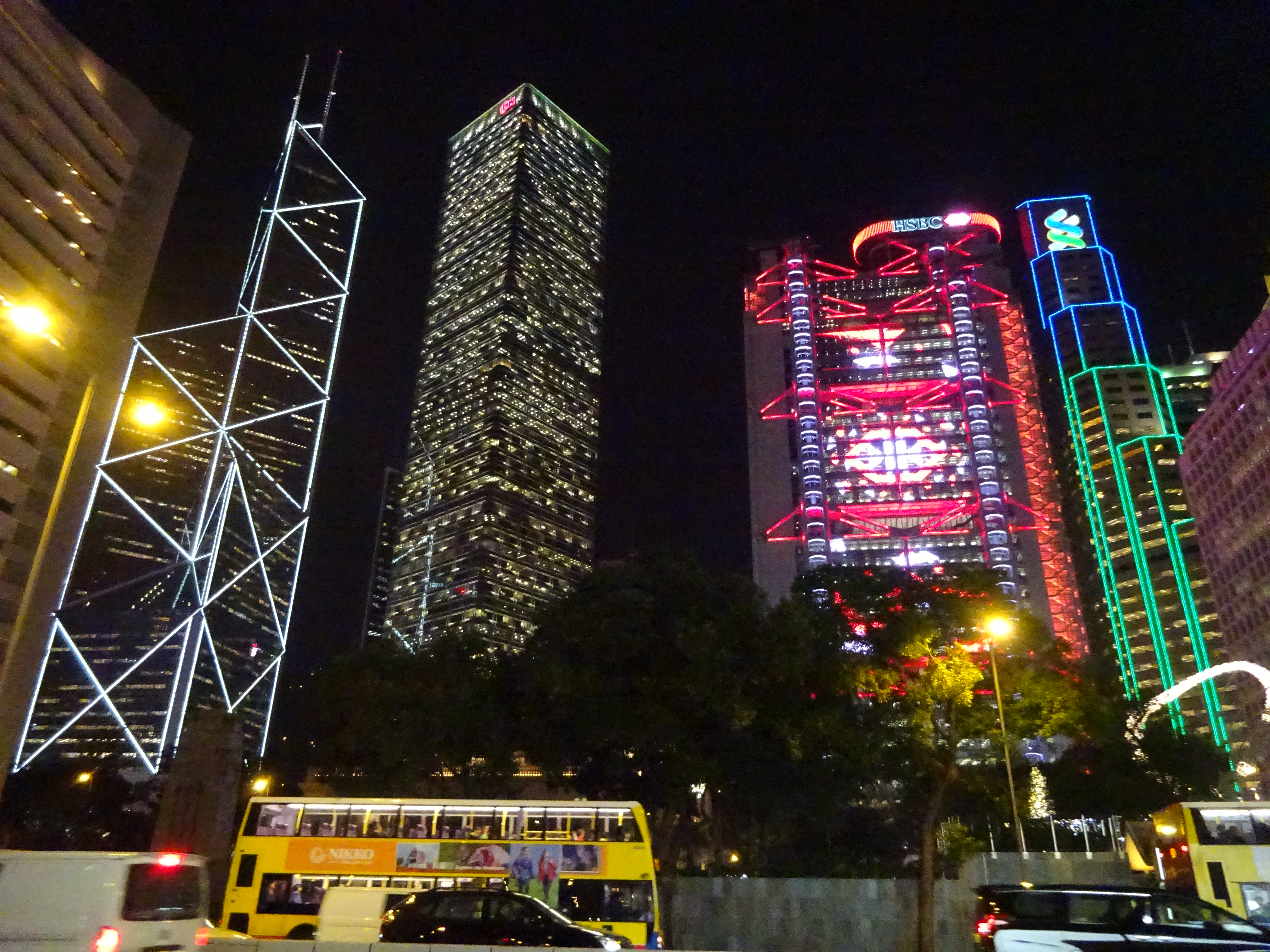
Le bâtiment est l'immeuble sur la droite.
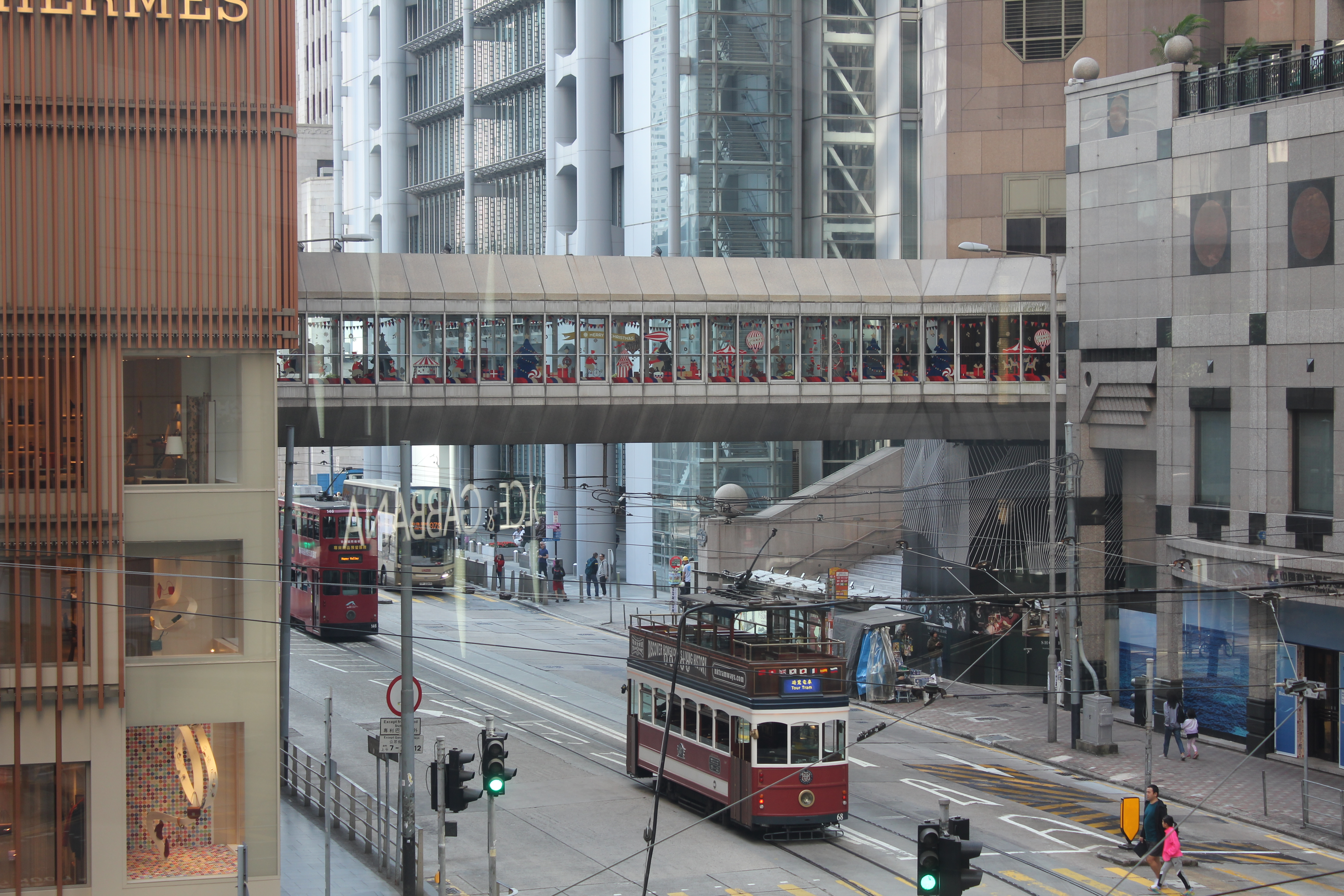
Pont piétonnier surélevé entre le bâtiment de la banque Standard Chartered et le Prince's Building.
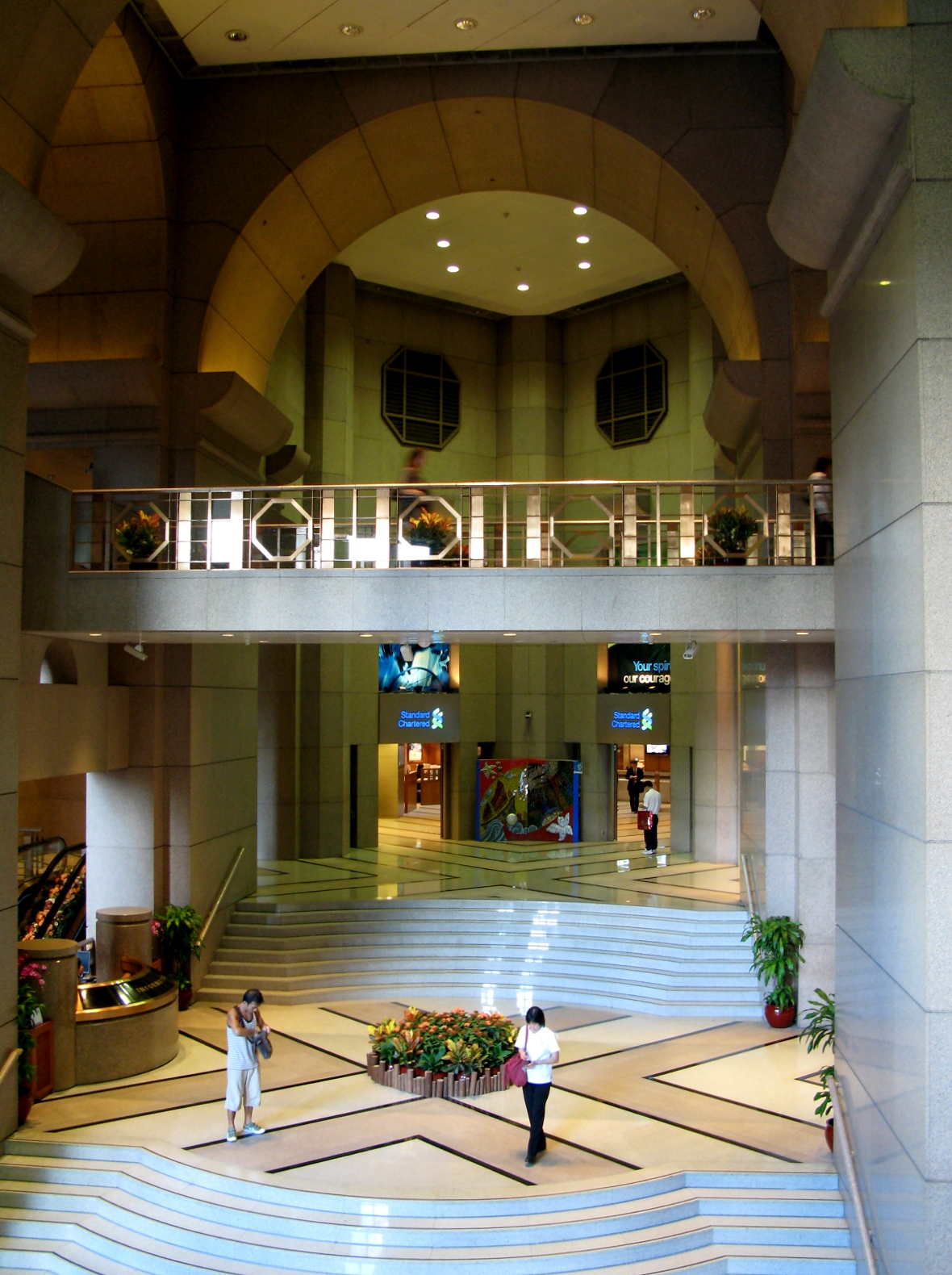
L'entrée de l'immeuble.